# Nado sincronizado nos Jogos Olímpicos de Verão de 2016
As competições de nado sincronizado nos Jogos Olímpicos de Verão de 2016 foram realizadas entre 14 e 19 de agosto no Parque Aquático Maria Lenk, no Rio de Janeiro.

## Eventos
Foram concedidos dois conjuntos de medalhas nos seguintes eventos:
- Duetos feminino
- Equipes femininas

## Qualificação
24 duetos qualificaram-se para o evento, com os oito Comitês Olímpicos Nacionais (CON) qualificados para a competição por equipas a terem automaticamente uma vaga para os duetos. Os cinco melhores CONs nos campeonatos continentais que não asseguraram a qualificação directa também tiveram lugar. As 11 vagas restantes foram decididas no torneio de qualificação para os Jogos Olímpicos, realizado no Parque Aquático Maria Lenk entre 2 e 6 de março de 2016.
Já em equipes houve oito vagas. Os melhores CONs de cada um dos cinco campeonatos continentais garantiram vaga, com exceção para o país organizador (Brasil). As outras três vagas foram reservadas para a repescagem mundial.

## Formato da competição

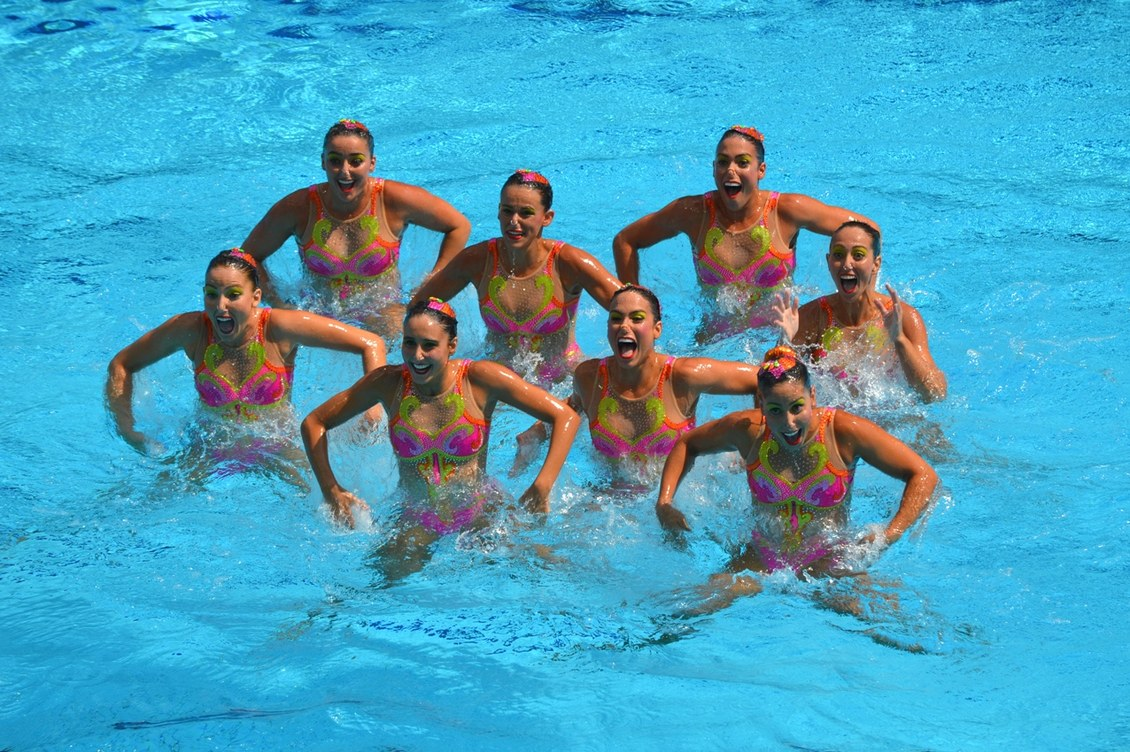
Apresentação do Brasil na prova por equipes.

O formato de competição das provas é distinto entre duetos e equipes:
Por duetos, começou por uma fase preliminar e numa final. Na preliminar foi disputada uma ronda de rotina livre, seguida de uma técnica, com elementos exigidos a todas as duplas. As pontuações das duas rotinas acumularam-se resultando da classificação final da fase preliminar, de onde os 12 melhores duetos se apuraram para a final. A final consistiu apenas da mesma rotina livre repetida, cuja pontuação se somou à da rotina técnica da ronda preliminar para se apurar a classificação final.
Já por equipas só houve uma final onde as nadadoras tiveram que actuar numa rotina técnica e numa rotina livre. O sorteio para a rotina técnica dividiu as equipes em dois grupos de quatro. A pontuação total final foi calculada ao juntar os pontos das duas rotinas, dando depois origem à classificação final.
Em ambos os torneios cada rotina foi avaliada por três painéis de cinco jurados: nas rotinas livres, um para a execução (30 por cento da nota para a execução e sincronização), outro para a impressão artística (40%, incluindo coreografia, interpretação da música e apresentação), e outro para a dificuldade do exercício, contando 30% para a avaliação final. As pontuações mais altas e mais baixas de cada painel foram descartadas.
Para as rotinas técnicas, o primeiro painel considerou a execução (30%), o segundo a impressão (30%) e o terceiro avaliou os elementos (40%), com as pontuações mais altas e mais baixas dois dois primeiros painéis descartadas. Já no terceiro painel só foram descartadas as pontuações mais altas e mais baixas sobre os elementos requeridos a todos os duetos ou equipes.

## Calendário
| Duetos  |  |  | 1 |  |  |   |
| Equipes |  |  |   |  |  | 1 |

|  | Dia de competição |  | Dia de final |

## Nações participantes
- ARG Argentina (2)
- AUS Austrália (9)
- AUT Áustria (2)
- BLR Bielorrússia (2)
- BRA Brasil (9)
- CAN Canadá (2)
- CHN China (9)
- COL Colômbia (2)
- CZE República Checa (2)
- EGY Egito (9)
- ESP Espanha (2)
- FRA França (2)
- GBR Grã-Bretanha (2)
- GRE Grécia (2)
- ISR Israel (2)
- ITA Itália (9)
- JPN Japão (9)
- KAZ Cazaquistão (2)
- MEX México (2)
- RUS Rússia (9)
- SUI Suíça (2)
- SVK Eslováquia (2)
- UKR Ucrânia (9)
- USA Estados Unidos (2)

## Medalhistas
Rússia, China e Japão dominaram os eventos de nado sincronizado, conquistando as medalhas por duetos e também por equipes: Destaque especial para a delegação russa, que alcançou o quinto título olímpico consecutivo em ambas as competições.
| Evento           | Ouro | Prata | Bronze |
| ---------------- | --- | --- | --- |
| Dueto detalhes   | Natalia Ishchenko Svetlana Romashina RUS Rússia | Huang Xuechen Sun Wenyan CHN China                                                                           | Yukiko Inui Risako Mitsui JPN Japão                                                                                              |
| Equipes detalhes | Vlada Chigireva Natalia Ishchenko Svetlana Kolesnichenko Aleksandra Patskevich Svetlana Romashina Alla Shishkina Maria Shurochkina Gelena Topilina Elena Prokofyeva RUS Rússia | Gu Xiao Guo Li Li Xiaolu Liang Xinping Sun Wenyan Tang Mengni Yin Chengxin Zeng Zhen Huang Xuechen CHN China | Aika Hakoyama Yukiko Inui Kei Marumo Risako Mitsui Kanami Nakamaki Mai Nakamura Kano Omata Kurumi Yoshida Aiko Hayashi JPN Japão |

## Quadro de medalhas
| Ordem | País       | Medalha de ouro | Medalha de prata | Medalha de bronze |   | Ordem por total |
| ----- | ---------- | --------------- | ---------------- | ----------------- | - | --------------- |
| 1     | RUS Rússia | 2               |                  |                   | 2 | 1               |
| 2     | CHN China  |                 | 2                |                   | 2 | 1               |
| 3     | JPN Japão  |                 |                  | 2                 | 2 | 1               |
| TOTAL | TOTAL      | 2               | 2                | 2                 | 6 | —               |